# Racheta căzută în Polonia la granița cu Ucraina
După Invazia Rusiei în Ucraina din 2022 în Polonia în seara zilei de 15 noiembrie  în zona satului Przewodów, Gmina Dołhobyczów, powiatul Hrubieszów, a avut loc o explozie care a ucis două persoane. Potrivit unor rapoarte neconfirmate, două rachete de fabricație sovietică au lovit teritoriul polonez. Polonia este țară membră NATO, iar un atac rusesc asupra teritoriului său ar putea provoca un răspuns militar în conformitate cu prevederile tratatului de autoapărare reciprocă. Oficiali din Polonia și Uniunea Europeană au declarat mai târziu că au crezut că o singură rachetă trasă de forțele ucrainene a deviat de la curs și a aterizat în Polonia.

## Context
Ramzan Ahmatovici Kadîrov a declarat de mai multe ori că Rusia ar trebui să „denazifice și să demilitarizeze” Polonia. Marek Magierowski, ambasadorul Poloniei în SUA din 2021, a avertizat în februarie 2023  că Polonia ar putea fi „următoarea țintă” după Ucraina.